# Orchestre philharmonique de l'Université nationale autonome du Mexique
 (juin 2024).
L'Orchestre philharmonique de l'Université nationale autonome du Mexique (Orquesta filarmónica de la UNAM, Ofunam) est un orchestre mexicain fondé en 1936.

## Historique
L'Ofunam est le plus ancien groupe symphonique de Mexico. Il est basé à la Sala Nezahuacóyotl de l'Université nationale autonome du Mexique (UNAM), à Mexico. Il est le premier orchestre du Mexique à présenter des saisons de concerts annuelles et à proposer un programme annuel de musique symphonique mexicaine.  
Certains considèrent que l'OFUNAM a été créé en 1929 lorsque, peu de temps après l'obtention de l'autonomie de l'UNAM, un groupe d'étudiants et de professeurs a créé un orchestre à la Faculté de musique. Cependant, il est officiellement fondé en 1936, avec l'approbation accordée par le gouvernement de Lázaro Cárdenas. Son nom d'origine était Orquesta Sinfónica de la Universidad (Orchestre symphonique de l'Université) et il était dirigé par José F. Vásquez et José Rocabruna, l'orchestre étant basé à l'Amphithéâtre Simón Bolívar. 
En 1966, une nouvelle base est assignée à l'Auditorio Justo Sierra (es) de la Faculté de philosophie et de littérature. L'affectation d'un nouveau directeur artistique, Eduardo Mata, marque le début d'une nouvelle période, lorsque l'Orchestre symphonique de l'UNAM devient l'Orchestre philharmonique de l'UNAM (OFUNAM). Pendant cette période, le nom de l'orchestre est changé et devient Orquesta Filamonica de la UNAM. Héctor Quintanar (es) est nommé directeur artistique en 1975. L'année suivante, l'orchestre déménage dans sa maison actuelle, la Salle de concerts Nezahualcóyotl de l'UNAM. De 1981 à 1984, les responsabilités artistiques sont entre les mains d'un tandem de chefs associés : Enrique Diemecke et Eduardo Diazmuñoz (en). De 1985 à 1989, c'est au tour de Jorge Velazco d’être directeur artistique. Il est suivi par Jesús Medina, de 1989 à 1993. En 1994, Ronald Zollman (en) devient le nouveau directeur artistique, poste qu'il occupe pendant huit ans, jusqu'en 2002. Zuohuang Chen est chef d'orchestre de 2002 à 2006. En 2006, l'OFUNAM célèbre son 70e anniversaire, le 30e anniversaire de la Sala Nezahualcóyotl, ainsi que le 250e anniversaire de la naissance de Mozart et le 100e anniversaire de naissance de Chostakovitch. Le Gallois Alun Francis succède à Chen en 2007, assisté du Mexicain Rodrigo Macias, puis Massimo Quarta de 2016 a 2020. Actuellement, Sylvain Gasançon est le directeur musical de l'OFUNAM.